# Zagłębie Sosnowiec (fotbal)

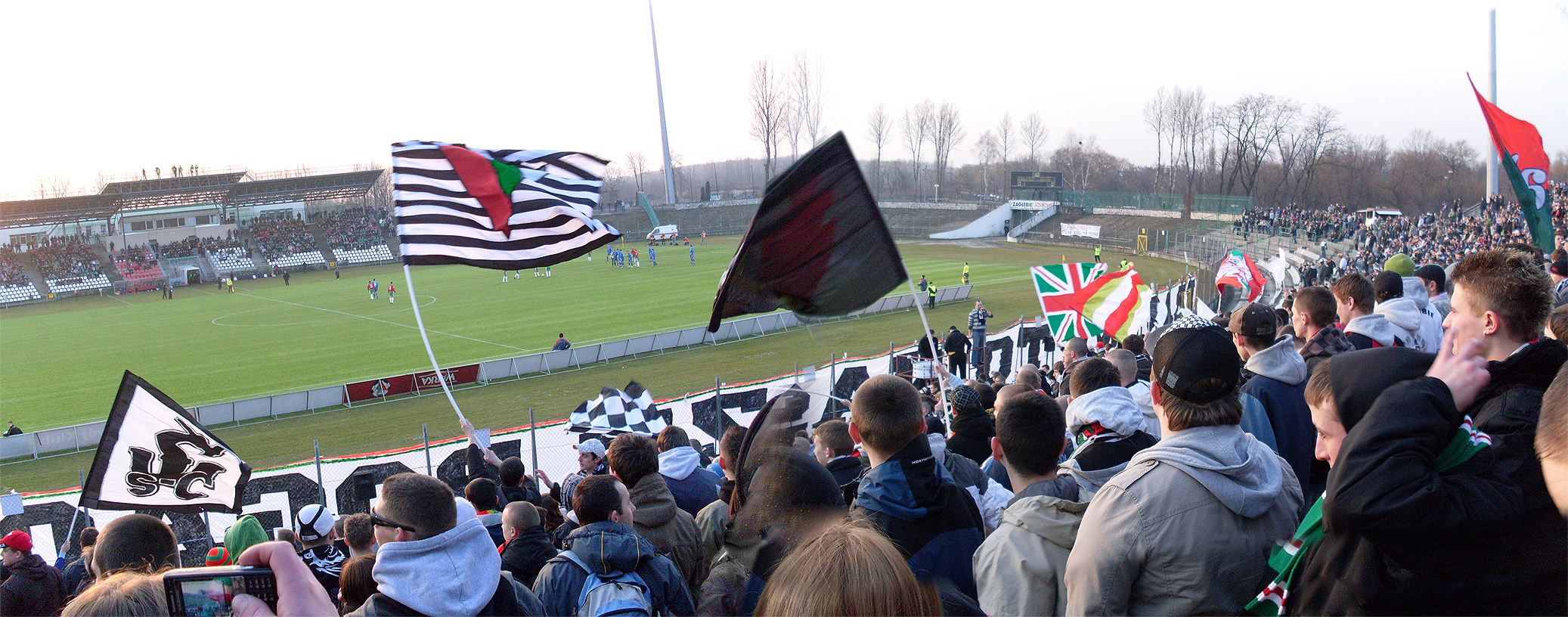
Stadion Ludowy

Zagłębie Sosnowiec (celým názvem Zagłębie Sosnowiec Spółka Akcyjna) je polský fotbalový klub sídlící ve městě Sosnovec ve Slezském vojvodství. Byl založen v roce 1918. Hřištěm klubu je ArcelorMittal Park s kapacitou 11 600 diváků. Klubové barvy jsou červená, zelená a bílá.
V sezóně 2014/15 hrál polskou třetí ligu a podařil se mu postup do druhé ligy.
Dne 27. května 2018 vyhrál Sosnowiec druhou polskou ligu a po deseti letech se vrací do Ekstraklasy.

## Úspěchy
- Ekstraklasa
- 4× Vicemistr: 1955, 1963/64, 1966/67, 1971/72

- 4× vítěz polského fotbalového poháru (1961/62, 1962/63, 1976/77, 1977/78)[3]

## Historie
Známí hráči
- Wojciech Rudy (1970–1983, 1984–1985)
- Włodzimierz Mazur (1973–1983)
- Zdzisław Kostrzewa (1976–1978)
- Roman Geschlecht (1980–1982)
- Jan Urban (1981–1985)
- Adrian Mierzejewski (2007)

## Fanoušci
Fanoušci Zagłębie Sosnowiec udržují družbu s fanoušky Legie Varšava (od poloviny 70. let), BKS Stal Bielsko-Biała (od roku 1982), Olimpií Elbląg (od druhé poloviny 2004) a v nedávné době navázali vztahy i se Slavií Praha a Czuwajem Przemyśl.